# Народно-революционная партия Лаоса
Народно-революционная партия Лаоса (лаос. ພັກປະຊາຊົນປະຕິວັດລາວ, Phak Pasason Pativat Lao) — единственная легальная и правящая коммунистическая партия в Лаосе. С 1975 является правящей партией в стране. Высшие партийные органы — Политбюро и Центральный комитет. Партийный съезд избирает членов Политбюро и Центральный комитет каждые пять лет. Ранее съезд избирал также Секретариат, но этот орган был распущен в 1991. Партию возглавляет Генеральный секретарь, которым 15 января 2021 года был избран Тхонглун Сисулит. До него с 22 января 2016 года Генеральным секретарём ЦК НРПЛ был избран 78-летний Буннянг Ворачит, позже также избранный президентом страны.

## Из истории партии
Партия берёт начало от коммунистической партии Индокитая, основанной Хо Ши Мином в 1930 году. В 1936 году в партии была создана «лаосская секция». В середине 1940-х годов была инициирована кампания по набору в неё граждан Лаоса. В 1946–1947 годах на первые роли в ней начали выдвигаться будущие лидеры НРПЛ Кейсон Фомвихан и Нухак Пхумсаван.
В феврале 1951 года 2-й съезд компартии Индокитая принял решение о роспуске партии и создании трёх отдельных партий, представляющих три страны Индокитая. К тому моменту только 81 из 2091 члена КПИ были лаоссцами.
Одновременно с 1945 года существовало и активно действовало (воевало с французскими колониальными войсками) основанное принцем Суфанувонгом антиколониальное революционное движение «Нео Лао Итсала» («Свободный Лаос»), преобразованное в 1950 году в Единый национальный фронт Лаоса (Патет Лао), в который вошли, в частности, организация «Латсавонг» К. Фомвихана и партизанские отряды Н. Пхумсавана.
22 марта 1955 года на I-м съезде была официально провозглашена подпольная Лаосская народная партия (ЛНП, Phak Pasason Lao). В этом съезде, организованном при активном участии вьетнамцев) приняли участие 25 делегатов, представляющих от 300 до 400 партийцев. В состав Центрального комитета партии были избраны К. Фомвихан, Н. Пхумсаван, Бун Пхоммахаксай, Сисават Кеобунпхан и Хамсен (в мае 1955 г. ЦК дополнили Суфанувонг, Пхуми Вонгвичит и Пхун Сипасеут, а в 1956 г. — Сисомпхон Ловансай и Кхамтай Симпхадон).
До 1975 года партия фактически хранила своё существование в тайне, вся деятельность осуществлялась и озвучивалась через Патет Лао. С начала 1960-х принимала активное участие в организации и проведении боевых действий против активно поддерживаемого США правительства на территории Лаоса, постепенно завоевав все северные и восточные районы страны. Всё время поддерживалась ДРВ.
На II-м съезде партии в феврале 1972 года ЛНП была переименована в ЛНРП.
В 1973 году было подписано соглашение, согласно которому объявлялось прекращение огня, вывод иностранных войск из страны, создание коалиционного правительства, подготовка и проведение всеобщих выборов. В мае 1975 года произошёл бескровный переворот, в результате которого Патет Лао (и ЛНРП) взяло власть.
На III съезде в 1982 г. (21 член и 6 кандидатов) была избрана жена К Фомвихана Тонгвит Фомвихан, председатель Союза народно-революционной молодёжи Лаоса.
На V-м съезде партии, в марте 1991 г., произошли большие перемены. В государственном лозунге «Мир. Независимость. Единство. Социализм» "социализм" был заменён на "Процветание. Демократия". С государственного герба решено снять серп и молот. Из политбюро выведены ветераны руководства Суфанувонг (давно отошедший от дел), и.о. президента страны Пхуми Вонвичит и С. Ловансай. Упразднены секретариат ЦК, институт кандидатов в члены политбюро и пост генерального секретаря. На вновь учреждённый пост председателя партии был избран К. Фомвихан, в состав ЦК вместо его жены избран его сын С. Фомвихан. Вместе с этим было заявлено, что социальные условия для возникновения других партий в стране отсутствуют.
На X-м съезде в январе 2016 года впервые за 25 лет был избран генеральный секретарь партии (до этого с 1991 года партию возглавляли председатели). Им стал Буннянг Ворачит.
На XI-м съезде в январе 2021 года новым генеральным секретарём партии был избран Тхонглун Сисулит.

## Съезды партии
- 1-й — 22 марта 1955 (учредительный)
- 2-й — 3—6 февраля 1972
- 3-й — 27—30 апреля 1982
- 4-й — 13—15 ноября 1986
- 5-й — 27—29 марта 1991
- 6-й — 18—20 марта 1996
- 7-й — 12—14 марта 2001
- 8-й — 18—21 марта 2006
- 9-й — 17—21 марта 2011
- 10-й — 18—22 января 2016
- 11-й — 13—15 января 2021

## Главы партии
- Кейсон Фомвихан (22 марта 1955 — 21 ноября 1992, генеральный секретарь)
- Кхамтай Сипхандон (21 ноября 1992 — 21 марта 2006, председатель)
- Тюммали Сайнясон (21 марта 2006 — 22 января 2016, председатель)
- Буннянг Ворачит (22 января 2016 — 15 января 2021, генеральный секретарь)
- Тхонглун Сисулит (с 15 января 2021, генеральный секретарь)

## Сотрудничество с зарубежными партиями
- «Единая Россия» (Российская Федерация)[3][4]
- Коммунистическая партия Вьетнама (СРВ)[5]
- Коммунистическая партия Китая (КНР)[6]
- Коммунистическая партия Кубы (Республика Куба)[7]
- Трудовая партия Кореи (КНДР)[8]